# Elof af Sillén
Elof Josef af Sillén, född den 24 maj 1890 i Strängnäs, död den 26 september 1969 i Teda församling, Uppsala län, var en svensk godsägare. Han var son till Julius af Sillén och far till Erik af Sillén.
af Sillén avlade studentexamen 1909 och genomförde lantbrukspraktik vid olika egendomar 1909–1916. Han brukade Salta säteri från 1916 och var dess ägare från 1943. af Sillén var ledamot av hushållningssällskapets förvaltningsutskott och av 1951, 1953, 1957 och 1958 års kyrkomöten. Han blev kyrkvärd 1921 och var ordförande i Enköpings kyrkobrödrakår. af Sillén blev riddare av Vasaorden 1952. Han vilar på Teda kyrkogård.